# 菲德尔·卡斯特罗之死和国葬
菲德尔·卡斯特罗（西班牙語：Fidel Castro），古巴革命领袖，原古巴共产党中央委员会第一书记、古巴国务委员会主席、古巴部长会议主席于2016年11月25日22时29分（UTC-5）离世，享年90岁。随后，他的弟弟、长期以来的副手，時任古巴最高领导人劳尔·卡斯特罗在古巴国家电视台宣读了他的死讯，并在最后念出古巴革命的著名口号：“直到最后的胜利！”。国际反应非常迅速，其中大部分为赞美之辞，只有丹麦、法国、德国、新西兰和英国的政府官员以及美国的立法机构例外。

## 逝世
2016年4月19日，卡斯特罗在古巴共产党第七次全国代表大会上发表他的最后演说：“我很快就要年满90岁。很快，我就会像其他所有人一样。我们所有人都会面临那一刻。但是，古巴共产主义者们的理想信念会保持不变，继续在这个星球上证明，如果人们努力且有尊严地工作，就能够生产出人类需要的物质和文化产品，我们需要为此继续不停奋斗。”
2016年11月25日22时29分（UTC-5），菲德尔·卡斯特罗离世，享年90岁。次日（11月26日）凌晨，菲德尔·卡斯特罗的弟弟劳尔·卡斯特罗在发表全国电视讲话时宣布了这一消息。在他的講話中，他表示：
|  | 亲爱的古巴人民，我怀着沉痛的心情向我们的人民、拉丁美洲的人民和全世界的朋友宣布，2016年11月25日22时29分，古巴革命武装力量总司令菲德尔·卡斯特罗去世了。根据菲德尔同志的意愿，他的遗体将被火化。在明天星期六早上，治丧委员会将向我们的人民交代，关于如何向逝世的古巴革命创始人致以崇高敬意的详情。 |

卡斯特罗逝世后，南佛罗里达州的媒体和政府期望这会导致庆祝混乱和政权更替计划。迈阿密也计划在橙碗体育场举办庆祝活动，当地学校可能会提前停课，警察和政府官员也关闭了码头，以防止古巴流亡者企图入境。

## 纪念活动

### 追悼会和国葬
2016年11月26日，劳尔·卡斯特罗在发表全国电视讲话时表示，菲代尔·卡斯特罗的遗体将被火化。同日，古巴政府宣布，将就革命领袖菲德尔·卡斯特罗去世进行9天公开哀悼。11月29日，古巴革命领袖菲德爾·卡斯楚追悼会在古巴首都哈瓦那开始，多国领导人出席。追悼会在何塞·馬蒂紀念碑旁的革命广场上举行，有数百万人前去悼念，向卡斯特罗致以最后的敬意。从11月29日起，菲德爾·卡斯楚的骨灰在全国绕境4天。行程以哈瓦那为起点，圣地亚哥为终点。绕境行程重走1959年卡斯特罗推翻独裁统治者巴蒂斯塔的胜利之路。在运送过程中，卡斯特罗的骨灰盒覆盖着古巴国旗，被放置于水晶棺内。古巴人梅娜说：“我当年迎他来，今日也送他离开，送别仪式很感人，但令人很难过。”一名男子在看到载有卡斯特罗骨灰的吉普驶过后，不能自已，开始哭泣。
12月3日19:00（当地时间），圣地亚哥-德古巴的安东尼奥·马塞奥广场举行菲德尔·卡斯特罗群众纪念集会。他的葬礼于当地时间12月4日举行，他的骨灰在12月4日葬于古巴东南部城市圣地亚哥-德古巴圣伊菲热尼亚公墓。

### 出席国葬的外国政要名单
大多数国家或地区派出由高级或中级官员率领的代表团出席国葬；而大多数拉美国家则派出高级官员出席。
| 国家元首、政府首脑 | | |
| 安地卡及巴布達     | 总理 | 盖斯顿·布朗尼                                                                                           |
| 巴哈马             | 总理 | 佩里·克里斯蒂                                                                                           |
| 玻利维亚           | 总统 | 埃沃·莫拉莱斯                                                                                           |
| 加拿大             | 总督 | 大衛·勞埃德·約翰斯頓                                                                                    |
|                    | 总统 | 豪尔赫·卡洛斯·丰塞卡                                                                                    |
| 多米尼克           | 总理 | 羅斯福·斯凱里特                                                                                         |
|                    | 总统 | 拉斐尔·科雷亚                                                                                           |
| 薩爾瓦多           | 总统 | 萨尔瓦多·桑切斯·塞伦                                                                                    |
| 赤道几内亚         | 总统 | 特奥多罗·奥比昂·恩圭马·姆巴索戈                                                                         |
| 希腊               | 总理 | 阿列克西斯·齐普拉斯                                                                                     |
| 海地               | 总统 | 若瑟萊姆·普利韋爾                                                                                       |
|                    | 总统 | 胡安·奥兰多·埃尔南德斯                                                                                  |
| 墨西哥             | 总统 | 恩里克·培尼亚·涅托                                                                                      |
| 纳米比亚           | 总统 | 哈格·根哥布                                                                                             |
| 尼加拉瓜           | 总统 | 丹尼尔·奥尔特加                                                                                         |
| 巴拿马             | 总统 | 胡安·卡洛斯·瓦雷拉                                                                                      |
| 圣卢西亚           | 总理 | 艾伦·切斯特尼                                                                                           |
|                    | 总理 | 拉尔夫·冈萨尔维斯                                                                                       |
| 南非               | 总统 | 雅各布·祖玛                                                                                             |
| 苏里南             | 总统 | 德西·鲍特瑟                                                                                             |
| 乌干达             | 总理 | 鲁哈卡纳·鲁贡达                                                                                         |
| 委內瑞拉           | 总统 | 尼古拉斯·马杜罗                                                                                         |
| 辛巴威             | 总统 | 罗伯特·穆加贝                                                                                           |
| 政府代表及其他人员 | | |
| 阿尔及利亚         | 国家委员会主席 | 阿卜杜勒卡德尔·本萨拉赫                                                                                 |
| 安哥拉             | 安哥拉人民解放运动书记 副总统 | 卡苏玛 曼努埃尔·文森特                                                                                  |
| 阿根廷             | 外交部长 前总统 | 苏珊娜·马尔科拉 克里斯蒂娜·费尔南德斯·德基什内尔                                                        |
| 白俄羅斯           | 总统管理局主席 | 维克多·谢尔曼                                                                                           |
| 巴西               | 前总统 | 路易斯·伊纳西奥·卢拉·达席尔瓦                                                                           |
|                    | 文化部长 | 亚伯拉·维森特                                                                                           |
| 中华人民共和国     | 中国共产党中央政治局委员 国家副主席 | 李源潮                                                                                                  |
| 智利               | 参议院议长 众议院议长 社会发展部长 | 里卡多·拉戈斯·韦伯 奥斯维德·安拉得 马科斯·巴拉萨                                                        |
| 哥伦比亚           | 哥伦比亚革命武装力量－人民军 政府代表团 | |
| 法國               | 生态部长 拉丁美洲总统特使 | 塞戈莱纳·罗亚尔 让-皮埃尔·贝尔                                                                          |
| 德国               | 前总理 | 格哈特·施罗德                                                                                           |
| 印度               | 内政部长 人民院副议长 印度人民党国会议员 印度国民大会党国会议员 印度共产党（马克思主义）总书记 印度共产党书记 Biju Janata Dal国会议员 社会党国会议员 | 拉杰纳特·辛格 M. Thambidurai Ramen Deka 安纳德·沙玛 西塔拉姆·亚秋里 D. Raja Jhina Hikaka Javed Ali Khan |
| 伊朗               | 副总统 | Majid Ansar                                                                                             |
| 愛爾蘭             | 驻古巴大使 新芬党领袖 | Sonja Hyland 盖瑞·亚当斯                                                                                |
| 日本               | 日本众议院议员 | 古屋圭司                                                                                                |
| 马来西亚           | 驻古巴大使 | Khairi Omar                                                                                             |
|                    | 朝鲜劳动党中央政治局常务委员会委员 国务委员会副委员长                                                                                                | 崔龙海                                                                                                  |
| 葡萄牙             | 部长助理 | Eduardo Cabrita                                                                                         |
|                    | 前埃米尔 | 哈迈德·本·哈利法·阿勒萨尼                                                                               |
| 俄羅斯             | 国家杜马主席 副总理 | 维亚切斯拉夫·沃洛金 德米特里·罗戈津                                                                     |
| 西班牙             | 前国王 | 胡安·卡洛斯一世                                                                                         |
| 英国               | 欧洲和美洲事务部长 影子外交大臣 | 阿兰·邓肯 艾米莉·托贝莉                                                                                 |
| 美国               | 国家安全副顾问 驻古巴候任大使 | 本·罗得斯 Jeffrey DeLaurentis                                                                           |
| 乌拉圭             | 前总统 | 何塞·穆希卡                                                                                             |
| 越南               | 越南共产党中央政治局委员 国会主席 | 阮氏金银                                                                                                |

另外，美国演员丹尼·葛洛佛、阿根廷足球巨星迭戈·马拉多纳也会出席国葬。世界工会联合会秘书长乔治·马瑞克斯出席国葬。

### 其他纪念活动
在世界其他国家，也有哀悼菲德尔·卡斯特罗逝世的活动。其中，阿尔及利亚全国哀悼8天，玻利维亚全国哀悼7天，赤道几内亚全国哀悼3天，尼加拉瓜全国哀悼9天，朝鲜全国哀悼3天，委内瑞拉全国哀悼3天。海地也宣布全国降半旗3天。

## 国内反应
11月26日，古巴共产党第一书记劳尔·卡斯特罗在发表全国电视讲话时宣读菲德尔·卡斯特罗讣告。他在讲话结束时念出古巴革命的著名口号“直到最后的胜利！”
古巴国务委员会宣布从11月26日早上6点至12月4日中午12点（当地时间），全国哀悼9天，届时所有公共活动将停止，公共建筑和军事设施上的国旗降半旗，电视和广播频道一律只播出与菲德尔·卡斯特罗有关的节目。
11月29日，数十万人聚集在哈瓦那，向菲德尔·卡斯特罗致敬。 他们在致敬时也高喊了“革命万岁！” 和“菲德尔！菲德尔！”等口号。

## 国际反应

### 亚洲
- 中华人民共和国：中共中央总书记、国家主席习近平向劳尔·卡斯特罗致唁电，代表中国党、政府、人民并以个人名义，对菲德尔·卡斯特罗逝世表示沉痛哀悼，向其家属致以最诚挚的慰问。习近平在唁电中表示，菲德尔·卡斯特罗是古巴共产党和古巴社会主义事业的缔造者，也是古巴人民的伟大领袖。他把毕生精力献给了古巴人民争取民族解放、维护国家主权和建设社会主义的壮丽事业，建立了不朽的历史功勋，也为世界社会主义发展建立了不朽的历史功勋。习近平也表示“卡斯特罗是我们这个时代的伟大人物，历史和人民将记住他”。习近平在唁电中同时表示“卡斯特罗的逝世使中国人民失去了一位亲密的同志和真诚的朋友。”他在唁电的最后表示“伟大的菲德尔·卡斯特罗同志永垂不朽[49]。”
  - 国务院总理李克强也向劳尔·卡斯特罗致唁电，代表中国政府和人民，并以个人名义，对菲德尔·卡斯特罗逝世致以沉痛哀悼，并向古巴政府和人民以及菲德尔·卡斯特罗同志的家属致以深切慰问。李克强在唁电中表示，菲德尔·卡斯特罗始终致力于古巴民族解放和国家发展事业，他也是中古关系的缔造者、守护者和推动者，为中古关系发展所作的杰出贡献永载史册[50]。
  - 外交部发言人耿爽在例行记者会上也表示，对菲德尔·卡斯特罗的逝世表示深切哀悼。他还表示“古巴党、政府、人民必将继承菲德尔·卡斯特罗同志的遗志，化悲痛为力量，在社会主义建设事业中不断取得新的成绩[51]”。
  - 北京时间11月29日上午11时30分，中共中央总书记习近平前往古巴驻华使馆吊唁古巴革命领袖菲德尔·卡斯特罗逝世，王沪宁、栗战书、杨洁篪等也出席了此次活动。中共中央政治局常委习近平、李克强、张德江、俞正声，与前总书记江泽民、胡锦涛也在古巴驻华使馆向菲德尔·卡斯特罗送花圈[52]。
  - 在中国大陆，一些北京市民也自发前往古巴驻华使馆吊唁菲德尔·卡斯特罗，并高唱《国际歌》[53]。
- 日本：内阁总理大臣安倍晋三向劳尔·卡斯特罗表示慰问，并称菲德尔·卡斯特罗为“杰出领导人”。 他还补充道，“我记得他生动地谈论对全球事务的激情。我代表日本政府，向古巴政府、人民和他的家人表示慰问。”日本和古巴友好协会会长古屋圭司表示，卡斯特罗的离世是“非常不幸的”。公明党代表山口那津男对卡斯特罗的离世深表遗憾。日本共产党中央委员会干部会委员长志位和夫就卡斯特罗的逝世表示，卡斯特罗为建设古巴作出了重大贡献，特别是医疗保健和教育，且不屈服于美国的不合理的经济制裁[54]。
- ：外交部在11月28日就菲德尔·卡斯特罗逝世表示哀悼，向古巴政府和人民表示慰问，并表达愿古巴实现不断发展和繁荣的良好愿望[55]。
- ：最高领导人金正恩在11月27日致电劳尔·卡斯特罗，对菲德尔·卡斯特罗逝世表示哀悼。他在电话中表示，菲德尔·卡斯特罗为古巴的繁荣富强和人民的幸福献了一生，是古巴人民的卓越领导人，也是著名的政治活动家。他还表示，菲德尔·卡斯特罗也是“朝鲜人民的亲密朋友和同志”[56]。
- 印度：总统普拉纳布·慕克吉在Twitter中表示对菲德尔·卡斯特罗的悲痛逝世表示衷心哀悼[46]。副总统穆罕默德·哈米德·安萨里赞扬菲德尔·卡斯特罗为“反帝国主义和反殖民主义的王者，也是全球各地社会主义运动和反殖民斗争的代表人物[57]。”总理纳伦德拉·莫迪也在Twitter中向古巴政府和人民表示最深切的哀悼。 他还表示“印度损失了一个伟大的朋友”，并將卡斯特羅形容為20世紀標誌性人物之一[12][58]。印度人民院议长表示，卡斯特羅是一个“充满纯粹魅力和铁意志”的人物。她还赞扬他对不结盟运动的贡献和对印度的支持[57]。
  - 印度国民大会党主席索尼娅·甘地也就菲德尔·卡斯特罗逝世向古巴人民表示慰问，并对卡斯特罗的不结盟运动的贡献表示坚定支持，她也补充道这些事迹将永远铭记[59]。
  - 印度共产党（马克思主义）总书记西塔拉姆·亚秋里表示，菲德尔·卡斯特罗将会继续成为传奇和灵感的来源，全世界依然会想念他[60]。
- ：总统努尔苏丹·纳扎尔巴耶夫向劳尔·卡斯特罗致唁电，对菲德尔·卡斯特罗的逝世“悲痛万分”，表示哈萨克斯坦人民将永远铭记菲德尔·卡斯特罗为两国友谊作出的卓越贡献[61]。
- 巴基斯坦：巴基斯坦正義運動主席伊姆蘭·汗在Twitter中表示：“今天，世界失去了一个标志性的革命领袖，菲德尔·卡斯特罗。他重申古巴国家的尊严和自我价值，抵挡美国侵略，成为全球性的反殖民斗争”。他还表示，巴基斯坦将永远记住感谢古巴在2005年克什米尔大地震后的支持[12]。
- 巴勒斯坦：总统马哈茂德·阿巴斯在其个人主页上发文称，菲德尔·卡斯特罗毕生都在为全世界的公平正义奋斗，并坚定支持巴勒斯坦解放事业[61]。
- 菲律賓：总统罗德里戈·杜特尔特评价称，他敬佩卡斯特罗的遗产，并重申古巴国家的尊严和自尊，反对西方和资本主义。他还补充说，两国在文化，体育，农业和生物技术领域有着良好的关系[62]。
- 新加坡：总统陈庆炎和总理李显龙致唁函，对古巴前总统菲德尔·卡斯特罗的逝世表达哀悼，并形容卡斯特罗为爱国主义者，赞扬他对古巴教育与公共医疗服务的贡献[63]。
- 越南：越南共产党、越南政府发表声明，称“越南领导人和人民深知古巴人民的伟大领导人，拉丁美洲国家的一个坚定不移的共产主义和革命领导人菲德尔·卡斯特罗于11月25日逝世的消息深感哀悼。越南政府将卡斯特罗称为“越南领导人和人民的亲密兄弟和同伴”。声明又说，“古巴共产党人和人民将继续在古巴共产党和劳尔·卡斯特罗的领导下团结，以实现已故领导人菲德尔·卡斯特罗的意愿，坚定维护国家独立和主权以及建设社会主义[64]。”国家主席陈大光在Facebook发唁文说：“现在由我们来延续他的功绩，高举他独立的旗帜[61]。”
- 尼泊尔：总统比迪娅·戴维·班达里表示，菲德尔·卡斯特罗为捍卫公平、正义和人民权利作出的贡献将永被铭记；总理普拉昌达表示，菲德尔·卡斯特罗是社会主义国家最受爱戴的革命领袖之一，是“人民真正的代表[61]”。
- 伊朗：总统鲁哈尼致唁函，表示菲德尔·卡斯特罗是“不懈的斗士”，直到生命最后一刻仍在为人民心中的和平、正义和自由而奋斗[61]。

### 欧洲
- 英国：外交大臣鲍里斯·约翰逊表示，菲德尔·卡斯特罗的逝世，标志着古巴一个时代的结束，古巴人民开始了一个新的时代[12]。
- 法國：总统弗朗索瓦·奥朗德在声明中评价道，卡斯特羅是20世紀世界舞台上最重要的人物。他还表示「法國譴責古巴的人權問題，同樣不認同美國對古巴實施禁運。法國對於美國及古巴重新對話，以及建立關係感到高興[65]。」
- 德国：总理发言人斯蒂芬·塞伯特发表声明，称菲德尔·卡斯特罗为“一个历史人物”，但也指责他把古巴及其人民几十年“置于政治压制的制度下”。 他还补充道：“言论自由、人权和民主不是菲德尔·卡斯特罗的想法的一部分[19]。”
- 聖座：教宗方濟各發唁電，向勞爾·卡斯特羅、他的亲友以及古巴人民表達哀悼之情。教宗祈求菲德尔·卡斯特罗永享安息，並把古巴和古巴人民託付於該國主保科夫雷聖母的代禱[66]。
- 爱尔兰：总统麦克·希金斯表示，菲德尔·卡斯特罗是一个巨大的全球领导者[12][67]。
- 義大利：总统塞尔焦·马塔雷拉表示，卡斯特罗将“继续活在古巴人民的记忆里[68]”。
- 荷蘭：首相马克·吕特评价菲德尔·卡斯特罗为“20世纪的一个引人注目的面孔”。外交部长伯特·坎德斯将卡斯特罗描述为“具有历史意义的领导人”，但对其在人权方面的“黑暗面”表示遗憾[69]。
- 俄羅斯：总统弗拉基米尔·普京向勞爾·卡斯特羅發電報，讚揚卡斯特羅「為時代的象徵」，建立了自由及獨立的古巴、成為國際上具影響力的成員，又指他是「俄羅斯一個忠誠及可靠的朋友」，而卡斯特羅㑹被俄羅斯人們永遠記在心中[65]。总理德米特里·梅德韦杰夫表示，卡斯特罗的逝世带走了一个时代[61]。俄罗斯联邦共产党主席根纳季·久加诺夫表示，菲德尔·卡斯特罗将继续作为全人类的权威和榜样。他还表示“在最困难的时刻，俄罗斯必须继续帮助古巴，它仍然忠于与俄罗斯的友谊[70]。”前苏联共产党总书记米哈伊尔·戈尔巴乔夫亦向菲德尔·卡斯特罗致敬。他表示：「在美國對古巴封鎖的艱難時期，卡斯特羅站起來並令他的國家強大；當他承受巨大的壓力時，仍在封鎖中帶領國家走向獨立發展之路[71]。」
- 西班牙：国王费利佩六世向勞爾·卡斯特羅发唁电，表示菲德尔·卡斯特罗是一个无可争议的历史意义的人物[62]。

### 美洲
- 美国：总统贝拉克·奥巴马通过白宫发表声明，对菲德尔·卡斯特罗的逝世表示哀悼。奥巴马表示，即使卡斯特罗已不在人世，美国仍然会向古巴人民伸出“友谊之手”。他还说，历史将会记录及评价这位对世界及全球都极具影响力的人物[61]。候任总统唐纳德·特朗普在得知卡斯特羅去世的消息後，在Twitter上發出簡短的帖文「菲德尔·卡斯特羅死了！」。幾小時後，特朗普發表一份聲明，声明中称，特朗普形容卡斯特羅為「殘酷的獨裁者」，壓迫古巴國民近60年，並指「卡斯特羅所造成的悲劇、死亡和痛苦不能抺去，我們團隊將竭力確保古巴人，最終可以走向繁榮及自由[65][72]。」
- 加拿大：总理贾斯汀·特鲁多表示，菲德尔·卡斯特罗是一位传奇革命领袖，将毕生精力献给他深爱的古巴人民，古巴人民将永远衷心爱戴他[61]。然而这一声明惹來極大網民反彈。有加拿大在野黨直斥他幼稚，忽略古巴漠視人權的情況，特魯多最終亦要承認古巴的人權狀況確實令人關注[73]。
- 墨西哥：总统恩里克·培尼亚·涅托表示，菲德尔·卡斯特罗是墨西哥的朋友，他推动了两国的双边关系[61]。
- 哥伦比亚：总统胡安·曼努埃尔·桑托斯表示，菲德尔·卡斯特罗捍卫全球和平，为哥伦比亚结束历时50多年的内战作出贡献，在他逝世的悲痛时刻，哥伦比亚人民将与古巴人民同在[61]。
- 委內瑞拉：总统尼古拉斯·马杜罗致电劳尔·卡斯特罗，表示委内瑞拉将继续与古巴团结在一起，并表示要继承菲德尔·卡斯特罗独立自主的政治遗产[61]。
- ：總統科雷亞表示，菲德尔·卡斯特罗是一個偉人。他还说“古巴万岁！拉丁美洲万岁[65]！”

### 非洲
- 南非：总统雅各布·祖马对菲德尔·卡斯特罗的去世表示哀悼。他表示，菲德尔·卡斯特罗号召古巴人民与南非站在一起，反对种族隔离[61]。曼德拉基金會發表聲明，指曼德拉生前與卡斯特羅關係緊密，並引述曼德拉讚揚古巴曾幫助南非[65]。

### 大洋洲
- ：总理马尔科姆·特恩布尔拒绝正式发言。而政府代表及参议员表示，他将菲德尔·卡斯特罗描述为“重要但有争议的人物[74]”。

### 国际组织
- 联合国：秘书长潘基文在土库曼斯坦首都阿什哈巴德对菲德尔·卡斯特罗的逝世表示哀悼，并表示联合国会同古巴人民站在一起，努力向前[61]。
- 欧盟：欧盟委员会主席让-克洛德·容克在一份声明中表示，菲德尔·卡斯特罗是20世纪中的历史人物之一，也是古巴革命的化身。他的死，让世界失去了一位对很多人来说是个英雄的人。他改变了自己国家的历史进程，而他的影响力也远播国外。菲德尔·卡斯特罗仍然是20世纪的一位革命人物，他的政治遗产将交由历史评判。欧盟外交和安全政策高级代表费代丽卡·莫盖里尼向卡斯特罗的历史重要地位致敬，并表示欧盟与古巴的关系将会继续改善[75]。